# Joaquín Federico I de Brandeburgo
Joaquín Federico I de Hohenzollern (Cölln, Berlín, 27 de enero de 1546-Köpenick, 18 de julio de 1608), miembro de la Casa de Hohenzollern, sucedió a su padre Juan Jorge I como Margrave elector de Brandeburgo, como Joaquín Federico III, en 1598. Su madre fue Sofía, princesa de Legnica. Fue Duque de Prusia. Desde 1566 hasta 1598 fue el administrador del Arzobispado de Magdeburgo. A su muerte le sucedió su hijo Juan Segismundo.

## Matrimonios e hijos
Contrajo matrimonio en dos ocasiones, en 1570 con su prima segunda la princesa Catalina, hija del margrave Juan I de Brandeburgo-Küstrin, y la duquesa Catalina de Brunswick-Wolfenbüttel. Los hijos de su primer matrimonio fueron:
- Juan Segismundo de Hohenzollern (1572-1619),
- Ana Catalina de Hohenzollern (1575-1612), esposa de Cristián IV de Dinamarca.
- Juan Jorge de Hohenzollern (1577-1624), duque de Jägerdorff,
- Augusto de Hohenzollern (1580-1601),
- Alberto Federico de Hohenzollern (1582-1600),
- Joaquín de Hohenzollern (1583-1600),
- Ernesto de Hohenzollern (1583-1613),
- Bárbara Sofía de Hohenzollern (1584-1636), quien se casó con Juan Federico de Wurtemberg.
- Cristián Guillermo de Hohenzollern (1587-1665),

Joaquín Federico se volvió a casar en 1603, y su segunda esposa fue Leonor de Hohenzollern, hija del duque Alberto Federico de Prusia y de María Leonor de Cleves. De su segundo matrimonio nació una única hija:
- María Leonor de Brandeburgo (1 de abril de 1607 - 18 de febrero de 1675) casada el 4 de diciembre de 1631 con el Conde Palatino Luis Felipe de Palatinado-Simmern.